# Kim Gaucher
Kim Gaucher (7 de maio de 1984) é uma basquetebolista profissional canadense.

## Carreira
Kim Gaucher integrou a Seleção Canadense de Basquetebol Feminino, na Rio 2016, terminando na sétima colocação.